# Plaza Fundadores (San Luis Potosí)
La Plaza Fundadores es una plaza de la ciudad de San Luis Potosí, capital del estado homónimo. Se sitúa en el centro histórico de esa ciudad, a una cuadra de la Plaza de Armas. La plaza es catalogada como monumento histórico por el Instituto Nacional de Antropología e Historia (INAH) para su preservación.

## Historia
El emplazamiento de este sitio es el lugar en el cual se cree se fundó y nació oficialmente la ciudad de San Luis Potosí el día 3 de noviembre de 1592.
En marzo de 1592, se realizó el descubrimiento de las minas del Cerro de San Pedro. En estas, se encontraron bastantes yacimientos de minerales, tales como el oro y la plata. A este hecho se le dio bastante importancia, aunque había un problema; el cual era que no se contaba con agua. Por lo tanto, esto no permitió los asentamientos y el beneficio conseguido de los metales. La buena noticia era que, a pocos kilómetros, se encontraba el llamado Puesto de San Luis, el cual fue el primer asentamiento habitado por tlaxcaltecas y guachichiles, en el que abundaba el agua. Por desgracia, se prohibía el hecho de que los españoles se asentaran con los indígenas, por lo que se asentaron en Tlaxcalilla. Pero después, el alcalde de la villa de Jerez, Miguel Caldera, intervino, y finalmente los españoles sí se pudieron asentar en el puesto de San Luis y los indígenas se mudaron a Tlaxcalilla.
A partir de entonces, existió la ciudad de San Luis, y ese lugar llamado: el puesto de San Luis, se volvió la famosa Plaza Fundadores. Años más tarde, entre el siglo XVII y el siglo siglo XVIII, los jesuitas construyeron la Iglesia de la Compañía y la Capilla de Loreto, estando estas dos construcciones juntas y enfrente de la Plaza Fundadores.
Luego, ya en el siglo XX se construyó el Edificio Ipiña de tres pisos, el cual comprende casi toda la manzana, siendo así un gran marco para la Plaza Fundadores. Ya después, van surgiendo otras construcciones alrededor, como lo son el Edificio Central de la UASLP, el banco Banorte, entre unos cuantos restaurantes, tiendas y hoteles.
En la actualidad la Plaza Fundadores es un lugar muy famoso del centro de San Luis Potosí. En ella se realizan diversas actividades culturales tales como conciertos, exposiciones variadas, La Quema de Judas, bailables regionales, la Procesión del Silencio, etc . Debajo de esta, se encuentra uno de los varios estacionamientos públicos con los que se cuenta en el centro, y está ajustado a su tamaño, es decir que, no se sale del perímetro delimitado por la forma cuadrada que tiene.
En una de sus esquinas, se puede observar que hay unas pequeñas fuentes, las cuales representan el agua que se encontraba ahí en tiempos prehispánicos, e incluso, se puede observar un monumento con una placa con información sobre la fundación de San Luis y unas letras grandes de metal que dicen: “A los fundadores de San Luis Minas del Potosí, 1592”.
El 26 de septiembre de 2022 rindió protesta como gobernador Ricardo Gallardo Cardona en la plaza en un evento asistido por muchas reconocidas personas en el ámbito político y artístico. El congreso designó temporalmente a la plaza como recinto legislativo para llevar a cabo la investidura. El gobierno no quería arriesgar contagios en un espacio cerrado en medio de la pandemia de COVID-19 en San Luis Potosí.

## Escultura de San Luis Rey de Francia

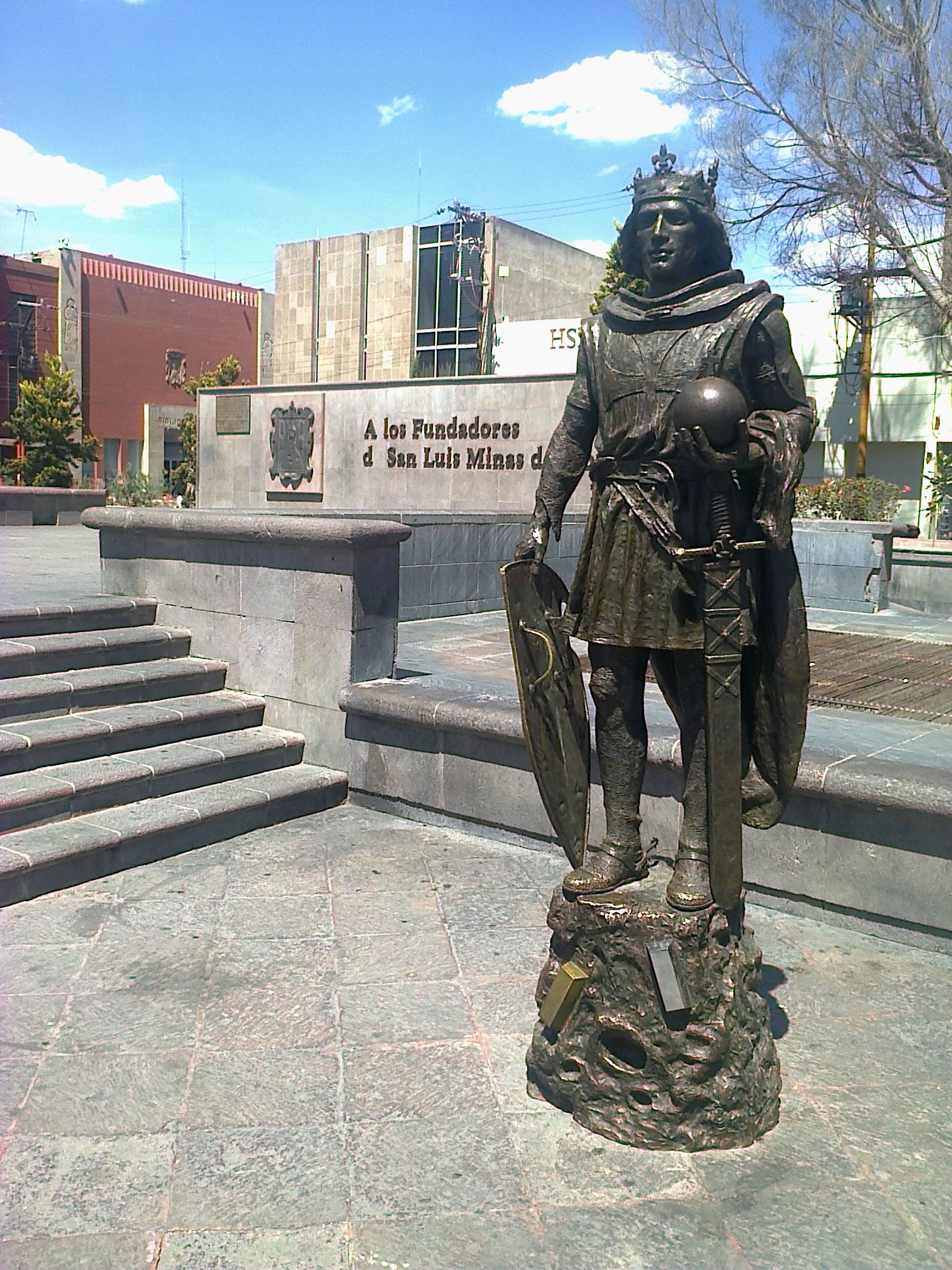
Escultura de Luis IX de Francia.

El 25 de agosto de 2012 el ayuntamiento de la ciudad develó la estatua de Luis IX de Francia en la Plaza Fundadores para conmemorar el santo patrono de la ciudad. El rey pertenecía a la Orden Franciscana Seglar y los primeros pacificadores de la zona donde se fundó la ciudad eran franciscanos. El rey está sobre el Cerro de San Pedro donde hay dos barras de plata y dos de oro, rematadas con la fundación de la ciudad. Es una escultura tallada de bronce obra del escultor Mario Cuevas. Mide tres metros de altura y pesa cerca de 300 kilogramos. El rey es recordado por siempre ayudar a los pobres y esto es algo que motiva a la ciudad a seguir su ejemplo ayudando a los más necesitados.
Se afirma que la estatua es San Luis Rey sin embargo tiene una orbe en lugar de una corona de espinas. Esto indica que en realidad es una escultura de Fernando III de Castilla. Por ejemplo la fachada del Templo de la Tercera Orden del exconvento de San Francisco tiene tres hornacinas. En la hornacina de la izquierda se encuentra Fernando III de Castilla con una orbe y en la derecha está Luis IX de Francia sosteniendo una corona. Los dos santos son patronos de la Tercera Orden de San Francisco y seguramente de ahí hubo confusión cuando se creó la escultura erróneamente con una orbe en lugar de una corona.

## Entorno
La Plaza Fundadores se encuentra rodeada de edificios de relevancia histórica y cultural. Entre ellos se encuentra la Iglesia de la Compañía, la Capilla de Loreto, el Edificio Central de la UASLP, el Edificio Ipiña, y el Palacio de Gobierno. La Avenida Venustiano Carranza que la atraviesa en su parte sur es una de las más importantes de la ciudad y cruza gran parte del poniente de la capital potosina. 